# Урвішу-де-Беліу
Урвішу-де-Беліу (рум. Urvișu de Beliu) — село у повіті Арад в Румунії. Входить до складу комуни Хешмаш.
Село розташоване на відстані 389 км на північний захід від Бухареста, 71 км на північний схід від Арада, 118 км на захід від Клуж-Напоки, 107 км на північний схід від Тімішоари.

## Населення
За даними перепису населення 2002 року у селі проживала 281 особа, з них 278 осіб (98,9%) румунів. Рідною мовою 279 осіб (99,3%) назвали румунську.